# Якубенківська вулиця
Якубе́нківська ву́лиця — вулиця в Шевченківському районі міста Києва, місцевість Татарка. Пролягає від Овруцької до Нагірної вулиці.
Прилучається провулок Анатолія Кудрицького.

## Історія
Вулиця сформувалася наприкінці XIX — на початку XX століття під назвою Якубенківський проїзд, згодом Якубенківський провулок, від прізвища домовласника інженера Олексія Якубенка, інженера, надвірного радника та громадського діяча, якому належала вся земельна ділянка площею близько 2-х гектарів між Овруцькою, Нагірною та Загорівською вулицями. Цю ділянку він придбав в липні 1890 році у вдови І.І. Зейферта Олександри Дмитрівни. На картах міста 1923, 1929–1931 років позначена під назвою вулиця Катерини Якубенко. З середини 1930х до початку 1950х мала назву вулиця Рєпіна. 1955 року отримала назву вулиця Тропініна, на честь російського художника Василя Тропініна. Сучасну історичну назву відновлено 2023 року.
Спершу перетинала Нагірну вулицю і простягалася до обриву над Куренівкою. У 1938 році від вулиці відокремлено провулок Рєпіна (з 1952 року — Нагірний тупик; ліквідований у 1980-ті роки).

## Садиби, будівлі та мешканці
№ 1. Перша ділянка була продана Якубенком 11 березня 1900 р. своєму приятелю та довіреній особі поручику РІА Левитський Михаїл Михайлович, (1861 - ?), 131-й піхотний Тираспольський полк (Дорогожицька, 68). Однак, будинок на ній було збудовано не раніше 1913 р. Першу згадку Якубенківського проїзду ми знаходимо в тексті купчої Лебедєву (1902 р.), а офіційно - у довіднику «Весь Киевъ» за 1905 р. (далі – довідник): Якубенківський проїзд, 1 - Лебедєв Алдр. Павл. Найімовірніше, №1 на той момент позначав ділянку №3, тому що на ній уже був будинок, а на ділянці капітана Левитського будинку ще не було. Звідси і плутанина в номерах.
Згідно зі звітом у фінансовий відділ міської управи (1918) в будинку проживали: полковник Левитський М.М. з родиною, його командир полковник Дмитрієв Сергій Феофілович (02.10.1877 – після 1928) з родиною (емігрував в Китай, 1920) та полковник Андрій Миколайович Порай-Кошиц (26 грудня 1864-?) з родиною. Емігрував в Югославію (1920). Доля Левитського не відома.
№ 2. Перша згадка в довіднику за 1909 р. як Овруцька, 38/2, або Якубенківський проїзд, 2. Перший власник Васильєв Олександр Петрович, статський радник, викладач російської словесності та педагогіки у штаті Навчального закладу П.Д. Новицької Київ, вул.Золотоворітська,3) - 1906 - 1908 рр. Викладач російської словесності та педагогіки у штаті Київського художнього училища (Київ, вул.Бульварно-Кудрявська, 2) - 1909 - 1916 рр. З 1913 по 1916 рр. п.Васильєв зареєстрований за адресою Якубенківський проїзд, 2 Б (або 2/36, він же Овруцька, 36/2). В 1911-1915 рр. в будинку, чи на території садиби проживали Щербина Костянтин Васильович та Денисьєвська Олександра Іванівна, в довіднику номер будинку позначений як * після № 2.
№ 2 А. В 1913-1914 рр. тут проживала Волосатова Марія Осипівна. Обидва будинки зруйновані в кінці 1960х рр. для будівництва 9-поверхівки.
№ 3, 3 А, 3 Б, 3 В. Перший власник садиби - Лебедєв Олександр Павлович, зубний лікар, секретар Київського зуболікарського Товариства. Придбав ділянку у Якубенка в листопаді 1902 р. за 5 600 карбованців.
Будинок 3 А - перший власник з 1909 чи 1910 р. - Рогожин Митрофан Миколайович, конторник Московського Купецького банку, Київська контора, вул. Хрещатик, 19. Після його смерті в 1916 р. будинком 3 А володіє і там проживає Єргольський Іван Дмитрович, член ради Феодорівського братства при церкві св. Феодора, вул.Овруцька,14. Дім було поділено на квартири, що здавалися. В одній з них проживала вдова Рогожина Лідія Михайлівна.
Згідно зі звітом у фінансовий відділ міської управи (1918) в № 3 А проживали: Єргольський І.Д., Рогожина Л.Д., на першому поверсі була торгівельна лавка. З 1939 по 1975 рр. в будинку проживала родина Гронтковського А.Д. Будинок зруйнований в 1992 р.
№ 3 Б. Перший власник (1913-1915) Лебедєв Олександр Павлович. З 1926 р. - Курбатова.
№ 3 В. Новобудова, здана в 1951 р.
№ 4. Перший власник Пухальський Володимир В'ячеславович (Вацлович), дійсний статський радник, професор Київської консерваторії Імператорського російського музичного товариства. В 1915-1916 рр. проживала Кондрацька.
№ 5. Вочевидь, першим власником ділянки був граф, нотаріус А.Плятер (він оформлював всі угоди Якубенка), який придбав землю в Якубенка на початку 1900-х, або Ягодіна Анна Іванівна. В 1911-1912 рр. - власниця Плотнікова Варвара Захарівна, наступного року ділянку та будинок придбала Ягодіна Анна Іванівна. Сьогодні №5А - приватний будинок, у якому проживає сім'я Хорунженків, на території їхньої садиби росте дуб, відомий як дуб Хорунженків. Дерево має вік близько 450 рр., обхват стовбура на висоті 120 см становить 4,5 метра, висота дерева - 35 м. Охороняється державою.
№ 6. Перша згадка в довіднику - 1911 р. Перший власник ділянки Котунський Казимир Казимирович, священик церкви св. Феодора, Овруцька, 11. В 1918 р. володів/проживав Головін Михайло Андрійович.
№ 6 А. Перший власник Семенів Аркадій Захарович і дружина Катерина Олексіївна. З 1916 р. вони володіють (можливо, частково) ділянками № 8 та № 8 А. Ця ділянка заходила навіть ззаду за Ділянку №10. Аркадій Захарович у 1911 р. служив у технічному відділі Київського телеграфу (Хрещатик, 24-26), у 1913-1914 рр. - технік у Київській центральній телеграфній конторі (Велика Володимирська, 23), а з 1914 р. - касиром Волзько-Камського комерційного банку, Хрещатик, 23.
№ 7. Перший власник Колмаков Михайло Михайлович. В 1912 році в довіднику ця ділянка значиться за міщанкою Меерсонъ Ольгою Гр. З 1916 р. нова власниця - Зенкевич Лідія Олександрівна, класна наглядачка, Києво-Подільська жіноча гімназія, Покровська,4. В 1918 р. також проживає Нечаєв Федір Іванович. Сьогодні у двох сусідніх будівлях за №№5В і 7Г розташований Національний Депозитарій України. 
№ 8. Перший власник Якубенко Олексій Федорович, у довіднику з 1915 р. З 1916 р. і до 1918 р. включно №№8 і 8А належать сім'ї вже згаданого Семенова Аркадія Загаровича і Катерини Олексіївни. Однак, з №8А є деяка плутанина:
Єргольський Іван Дмитрович: 1915 р. - Якубенківський проїзд, 8А
Якубенко Олексій Федорович: 1916 р.- Якубенківський проїзд, 8А
Семенови Аркадій Захарович і Катерина Олексівна: 1916 р. - Якубенківський проїзд, 8 і 8А; 1918 р. - Якубенківський провулок, 8;
Ржемінська Клементина Яковлівна: 1918 р. - Якубенківський провулок, 8А.
А в 1925 р. додається №8Б, яким володіє п.Міщковський.
№9. З 1910 по 1916 рр. володіє пан Денісенко Павло Данилович, інженер-механік технічного відділення Південно-Західної залізної дороги, станція Київ-1. Завідувач механічної лабораторії.
№ 10. Перша згадка – 1911 р. Перший власник будинку - Лук'янівське Дамське Піклування (школа домоводства) (1911-1915). З 1915/16 р. - Головне Управління Землеустрою Та Землеробства (частка дому) та Богдан Дмитрій Леонтійович і дружина Серафима Степанівна, колезький секретар при Київській контрольній палаті, вул. Тимофіївська,12, помічник секретаря при Київській судовій палаті, пл. Михайлівська,1. Придбав частку ділянки у Якубенка 8 травня 1913 р.
В 1911-1914 рр. в списках довідника після № 10 під позначкою * записані Мєєрсон Ольга Гр., та Колмаков Михайло Михайлович.
№ 10 А. З 1911 по 1915 рр. - Донська Татьяна Тимофіївна.
№ 11. Перша згадка - 1912 р. Перша власниця Елланська Анна Іванівна. В 1918 р. власник Вржесневський Валентій Адольфович. В 1928 р. - Чикилівський А.Б., власник.
№ 12. Перша згадка - 1912 р. Перший власник Миронович Леонід Іванович, статський радник, 1906 - 1916 рр. - викладач історії та географії, 3-я Київська гімназія на Подолі (Олександрівська пл., 12/8), в 1909 р. додатково викладач латині, Прогімназія Л.М. Жука, Олександрівська пл, 32. У 1918 р. з ним у будинку проживали Котунська Михайлина Олександрівна, домогосподарка, (найімовірніше, вдова Котунського Казимира Казимировича, власника будинку №6) і Бильчинський Вацлав Станіслав Юліанович, пенсіонер.
№ 13. Перша згадка - 1911 р. З 1916 р. - Якубенківський проїзд, 13/28. Перший власник Страховський Влад. Маркович, в 1909 - 1916 рр. доглядач Будинку працьовитості, вул. Гоголівська, 39. Дружина Наталя Іванівна завідує швейною майстернею в тому ж Будинку працьовитості. У 1918 р. у будинку також проживали: Жуков Андрій Андрійович, підполковник, Іванова Ольга Іванівна, вдова, Дітковський Іван Федорович, Двебська Марія Олександрівна, Андрієвська Олена Олексіївна.
№ 14. Перший власник з 1909 по 1912 рр. - Цишевський Станіслав Іоакович, з 1913 р. - Де-Парма Михайло Іванович, штабс-капітан, 129-й піхотний Бессарабський Й.І.В. в.к. Михайла Олександровича полк, вул.Львівська, 24, дружина Олена Домініківна. В 1918 р. проживали: Де-Парма, капітан 202 запасного полку; Дроздов Микола Кузьмич, вчитель залізно дорожнього училища; Бондаренко Петро Полікарпович, відставний солдат. З 1918 р. значиться як № 14/30.

## Пам'ятки історії та архітектури
Пам'яткою архітектури місцевого значення є будинок № 6 — особняк, збудований 1889 року у стилі неоренесанс. У будинку № 10, зведеному у 1908–1911 роках (проєкт за участю інженера Олексія Якубенка) у стилі неоренесанс, містилася Києво-Лук'янівська школа домоводства.

## Пам'ятки природи
На території садиби № 5-А по вулиці Тропініна, у приватному секторі, у дворі сім'ї Хорунженко росте дуб Хорунженко. Дерево має вік близько 450 років, обсяг його стовбура складає 4,5 м, висота 35 м.

## Зображення

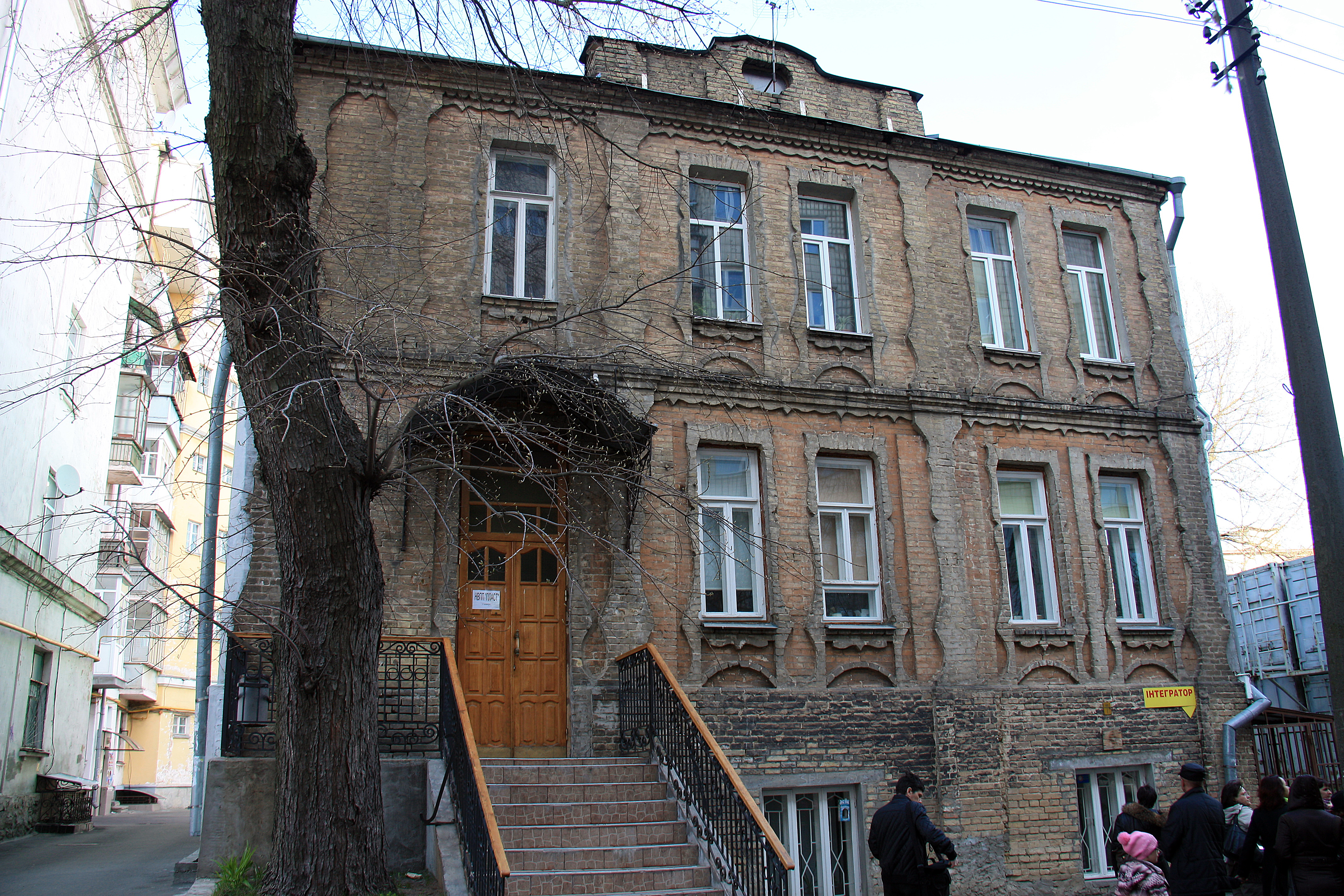
Будинок № 1
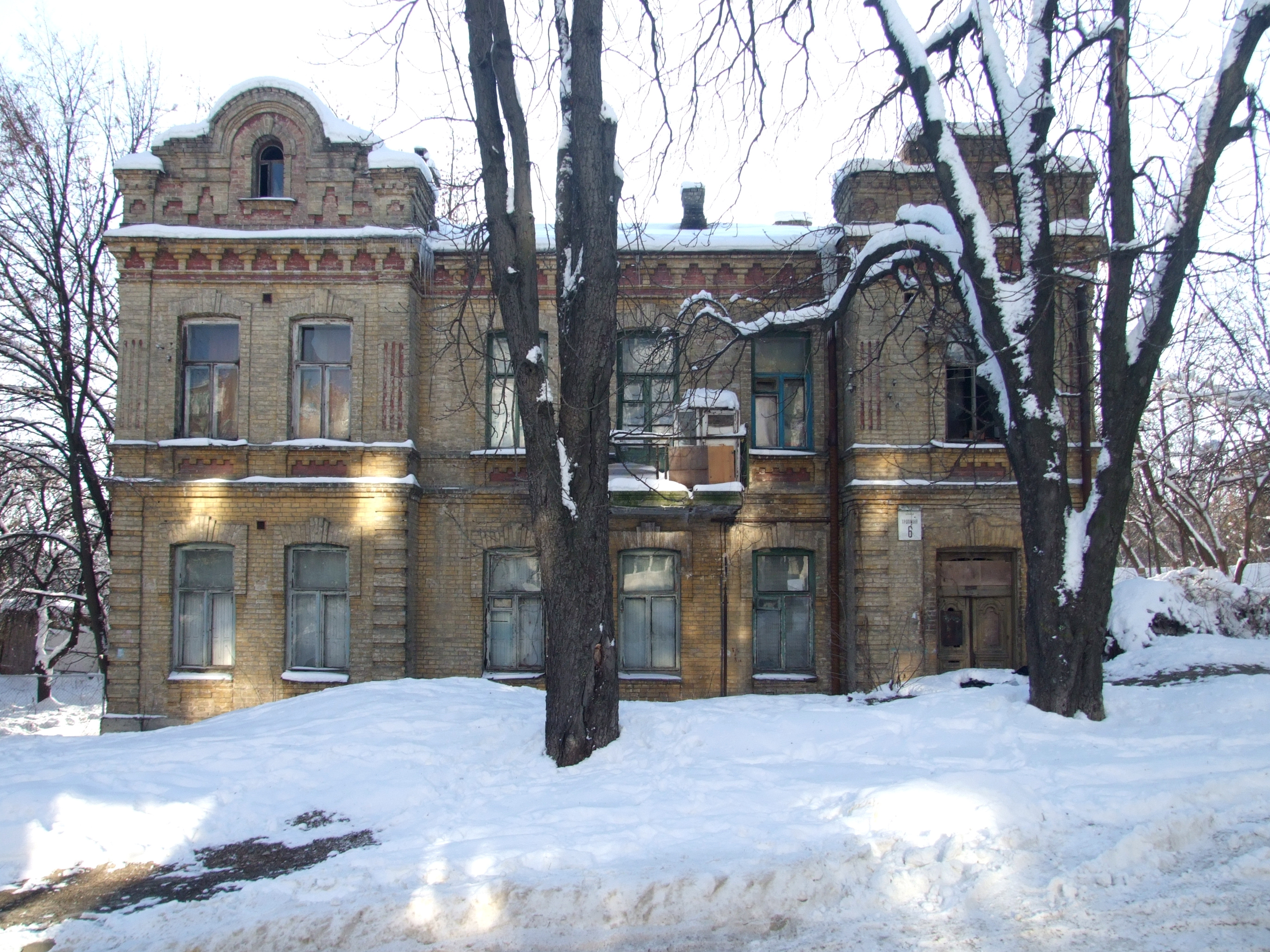
Будинок № 6
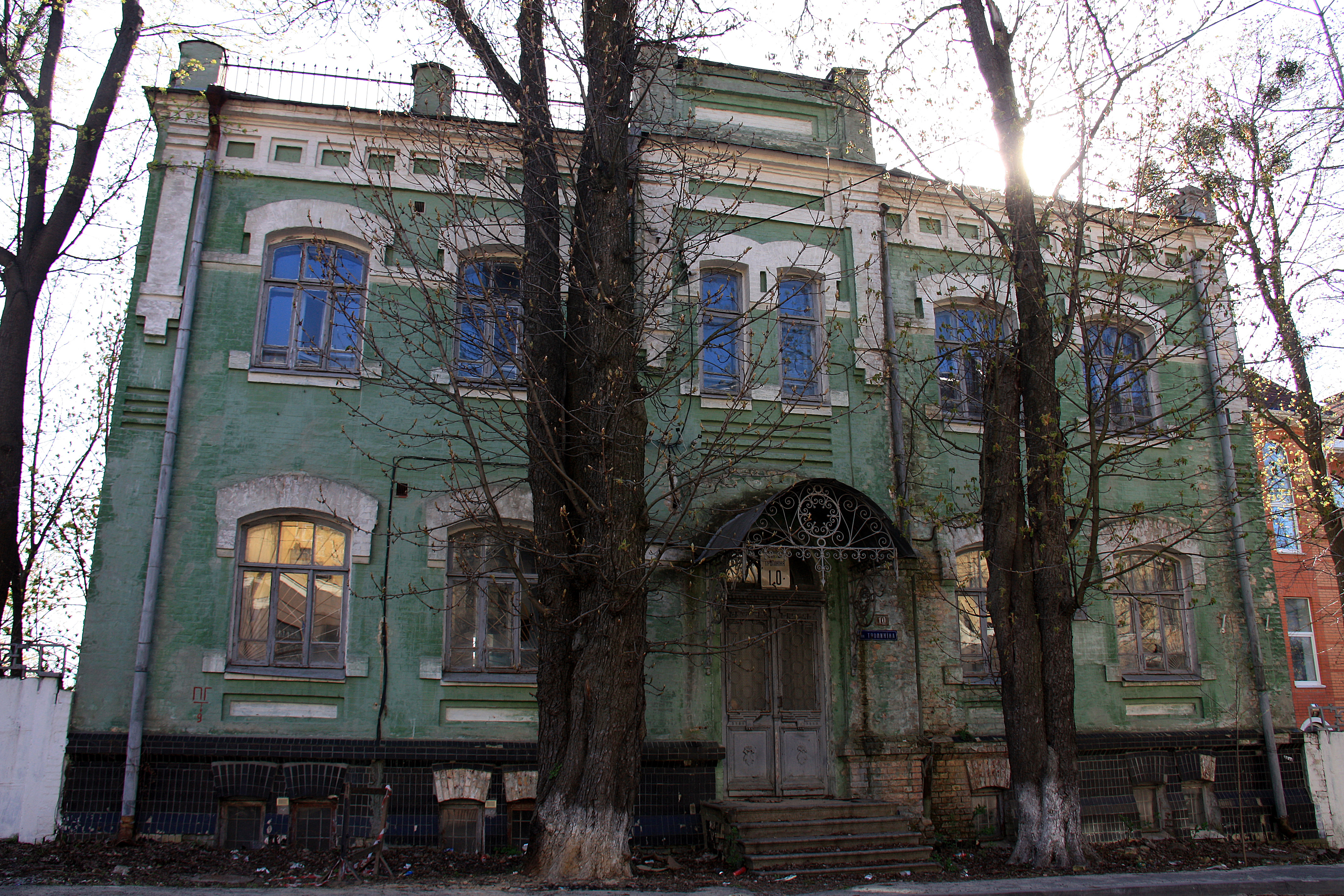
Будинок № 10
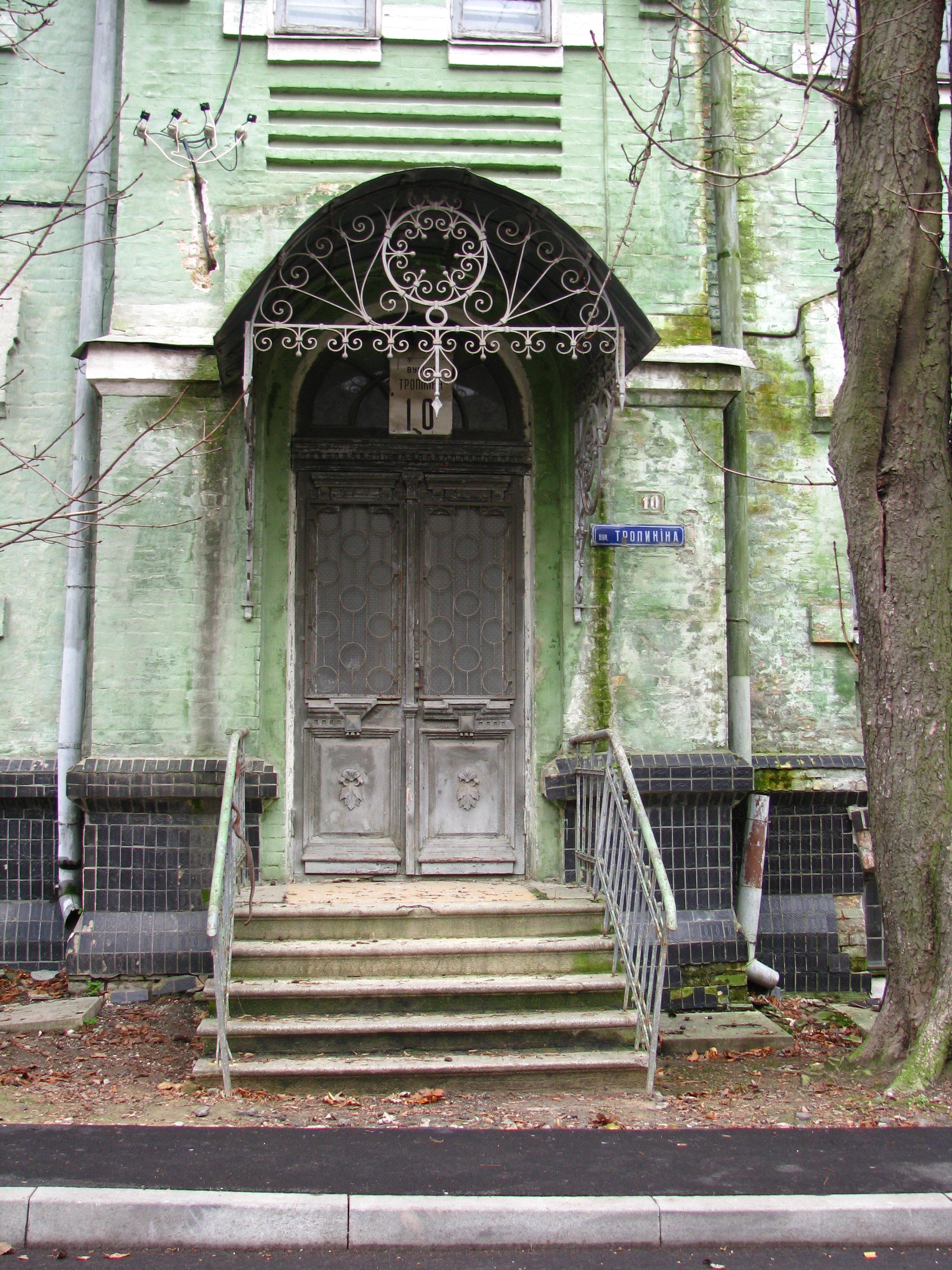
Школа домоводства ім. Якубенка О. Ф., Київ, вул. Якубенківська, 10
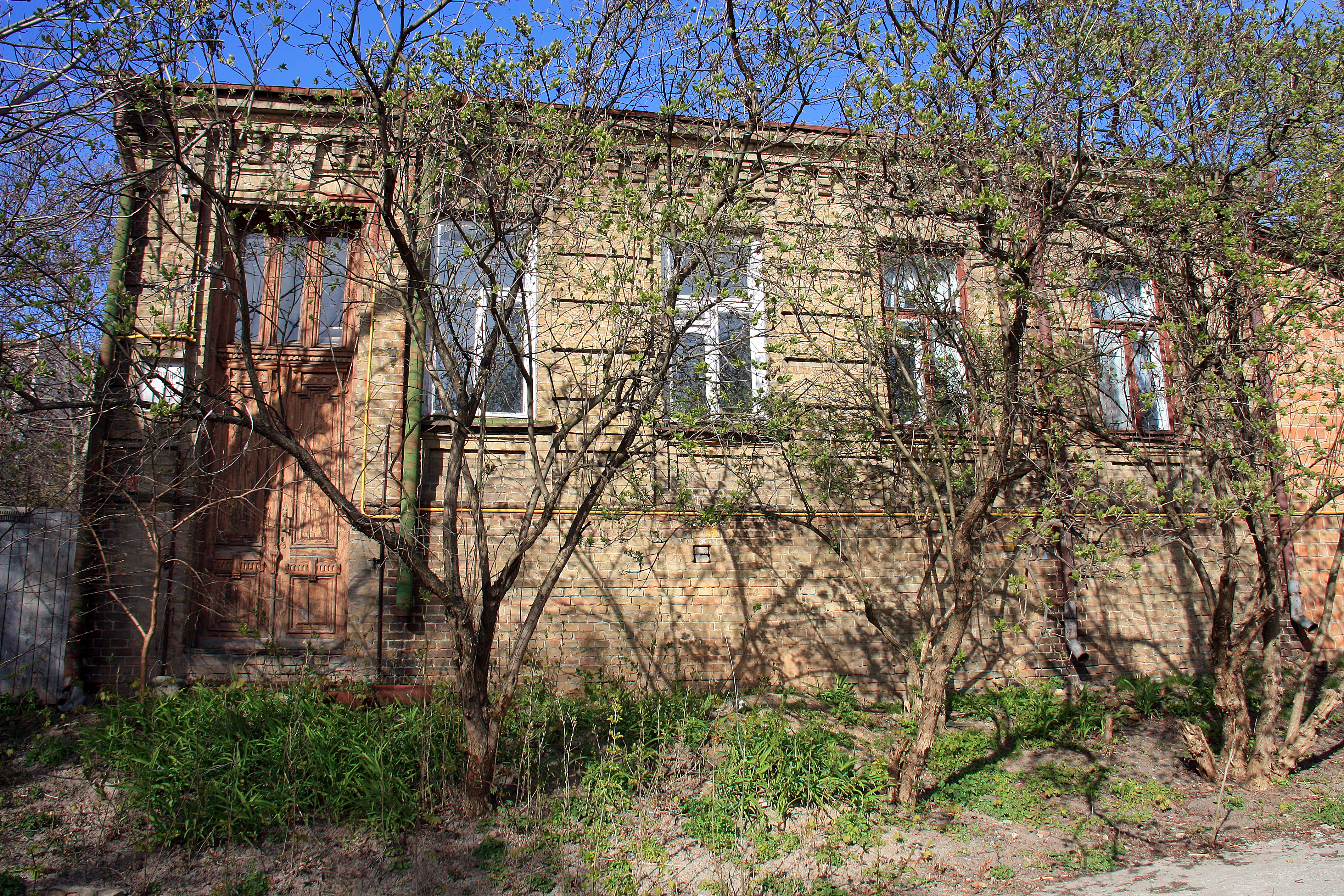
Будинок № 11
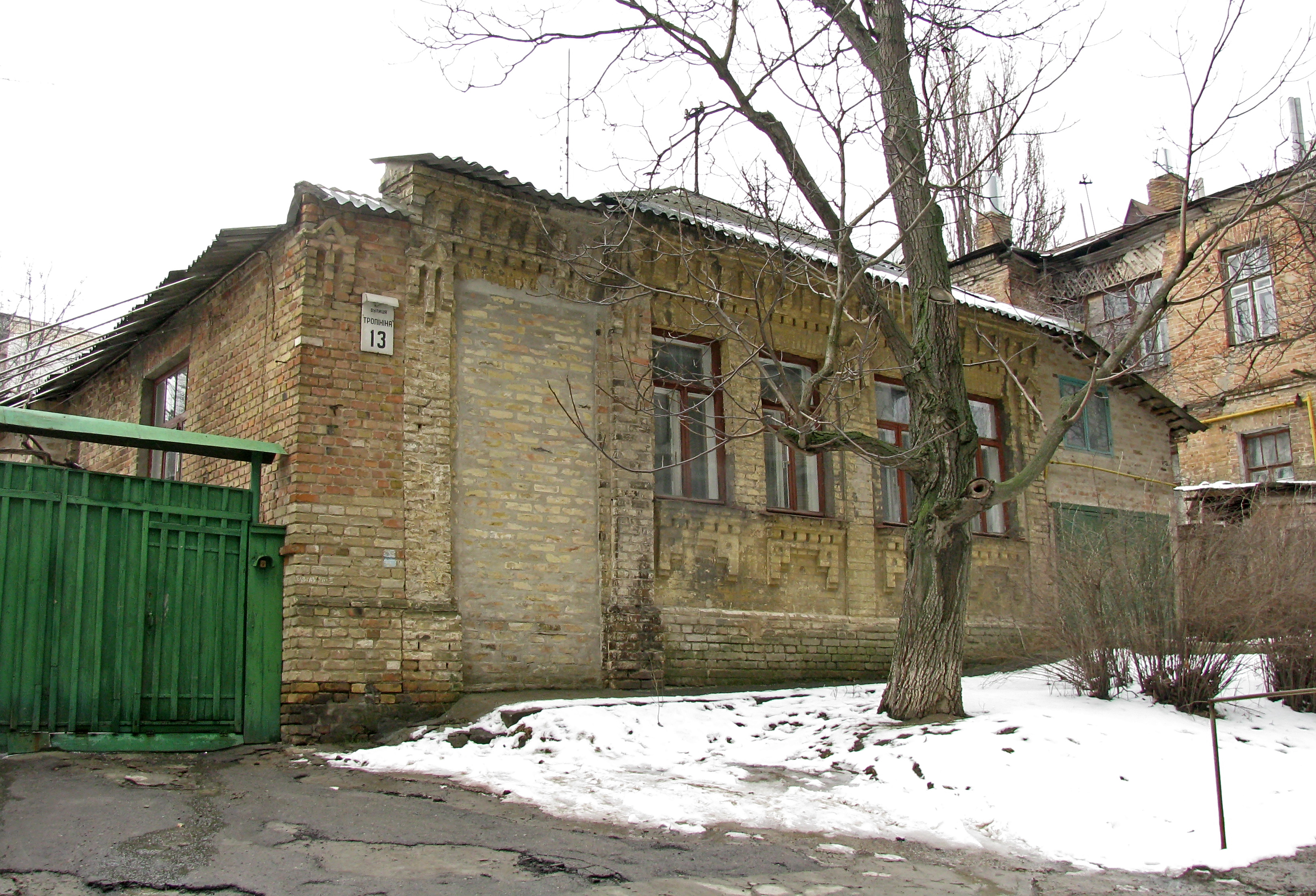
Будинок № 13
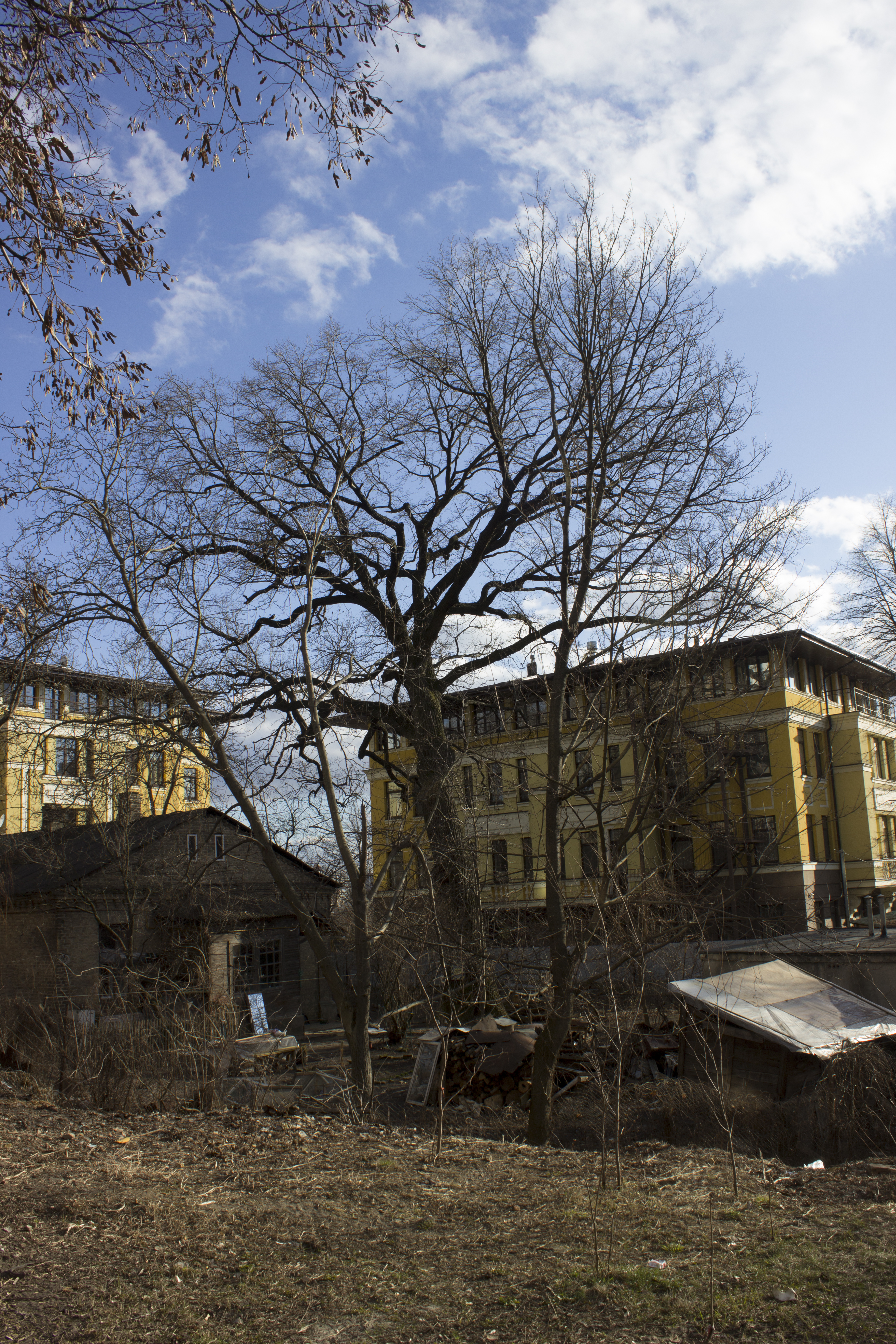
Дуб Хорунженко, вулиця Якубенківська, 5-а